# Peggau

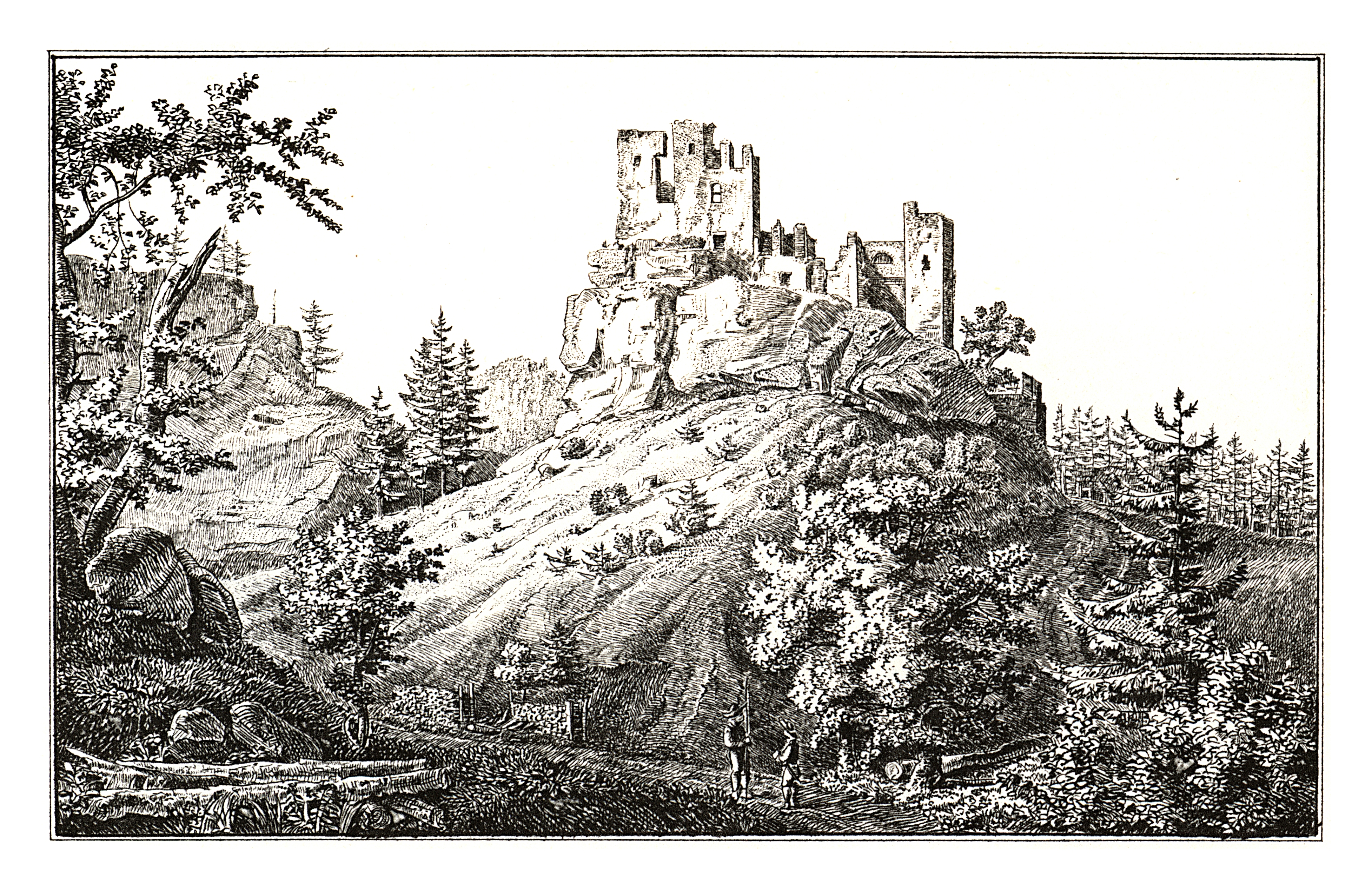
Burgruine Peggau, Lithographie von J. F. Kaiser um 1830

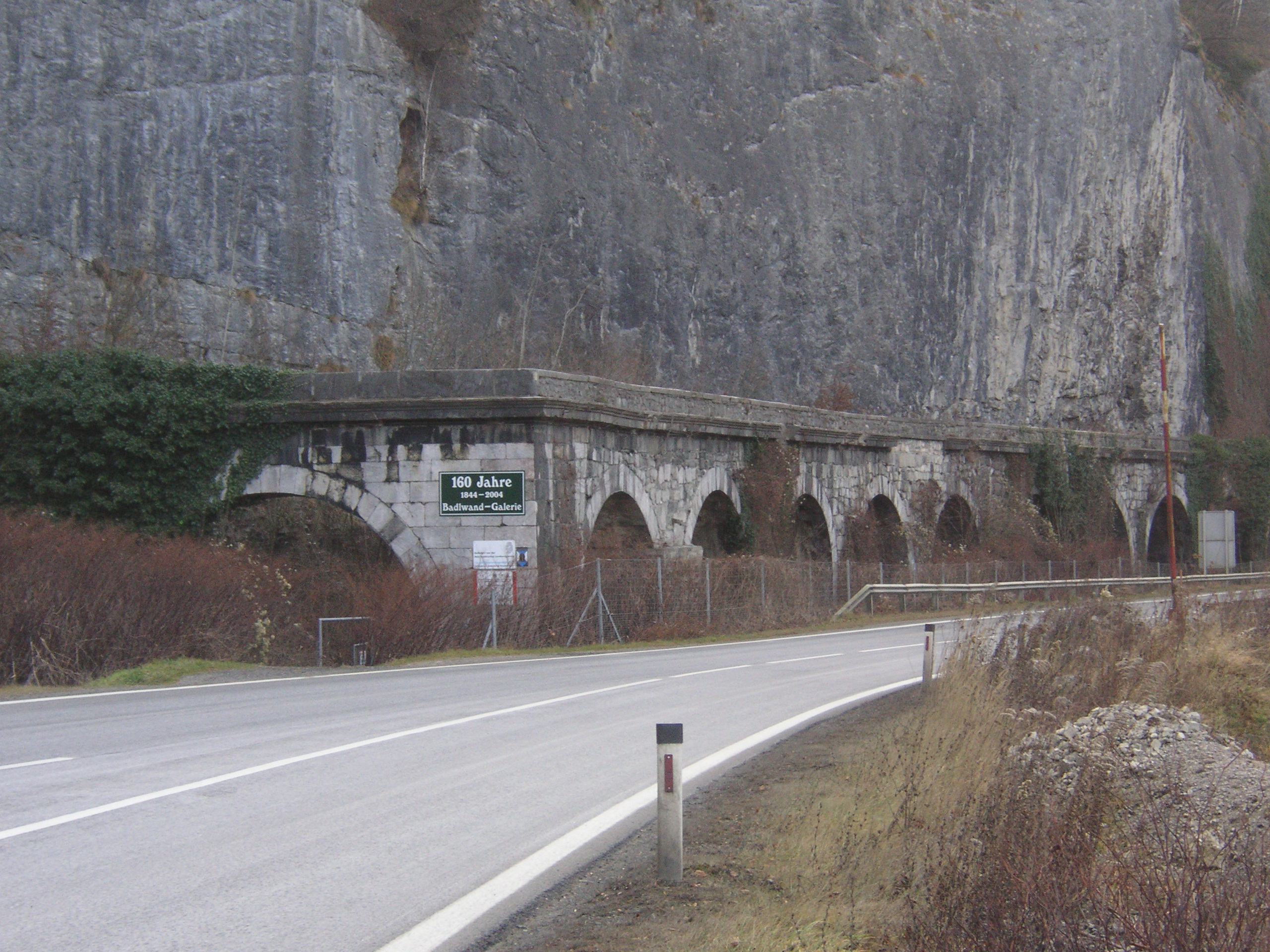
Die 1843/44 errichtete Badlwandgalerie ist ein Baudenkmal der österreichischen Südbahngesellschaft.

Peggau ist eine Marktgemeinde mit 2413 Einwohnern (Stand 1. Jänner 2024) nördlich von Graz im Bezirk Graz-Umgebung in der Steiermark (Österreich).

## Geografie

### Geografische Lage
Peggau liegt circa 15 km nördlich der Landeshauptstadt Graz im Mittleren Murtal am Rand des Grazer Berglandes. Von der Nachbargemeinde Deutschfeistritz ist Peggau durch die Mur getrennt.

### Ausdehnung des Gemeindegebiets
Der Gemeinde reicht vom Ufer der Mur bis zu den Bergen des Bergstocks Tanneben mit bis zu 910 m. Im Gemeindegebiet befindet sich die Peggauer Wand, eine steil abfallende, höhlenreiche Wand.

### Gemeindegliederung
Das Gemeindegebiet umfasst zwei Katastralgemeinden bzw. gleichnamige Ortschaften (Fläche Stand 31. Dezember 2023, Bevölkerung Stand 1. Jänner 2024):
- Friesach (259,95 ha, 242 Ew.) samt Hiening und Lantschbauer
- Peggau (860,87 ha, 2171 Ew.) samt Badl, Hinterberg, Mautbichl und Obertrumm

### Nachbargemeinden
| Frohnleiten      | Frohnleiten                                 | Semriach |
| Deutschfeistritz | Kompassrose, die auf Nachbargemeinden zeigt | Semriach |
| Deutschfeistritz | Gratkorn                                    | Semriach |

## Geschichte
Aus den Höhlen der Umgebung konnten zahlreiche Funde, beginnend ab der Steinzeit, geborgen werden. Bronzezeitliche Funde aus der Badlhöhle sowie eine römerzeitliche Höhensiedlung auf dem Kugelstein belegen eine durchgehende Besiedlung.
Aus der Zeit um 800 n. Chr. stammt ein frühmittelalterliches karolingisches Gräberfeld, welches im Jahre 1987 bei Kanalgrabungsarbeiten angeschnitten und teilweise freigelegt wurde.
Die erste urkundliche Erwähnung erfolgte um 1050. Ursprüngliche Schreibung ist Peka oder Peckach, der Name könnte zum slowenischen Wort peč, dt. entlehnt Pötsche ‚Fels‘ oder ‚Höhle‘ stehen.
Burg und Herrschaft waren im Besitz der Herren von Peggau (Peckach), die später auch die Burg Pfannberg erwarben und sich nunmehr Grafen von Pfannberg nannten.  Um 1270 wurde die Burg von König Ottokar II. Przemysl zerstört.
Um 1301 bestand bereits eine Straßenmaut, welche erst um 1800 aufgelassen wurde. Bis 1740 bestand auch eine Wassermaut auf der Mur für Flößer. Die Marktrechtsverleihung erfolgte bereits vor 1576. Dies ist jedoch das erste gesicherte Datum.
Auf seinem berühmten Spaziergang nach Syrakus im Jahre 1802 kam der deutsche Reiseschriftsteller Johann Gottfried Seume durch Peggau. Er schrieb:

„In Wien und hier auf dem Wege überall wurde erzählt, daſs man die Preſsburger Post angefallen, ausgeplündert und den Postillon und den Schaffner erschlagen habe. Auch bey Pegau, nicht weit von Gräz, war das nehmliche geschehen. […] Bey Röthelstein beschwerte sich ein Landsmann, mit dem ich eine Meile ging, über den Schaden, den die Wölfe und Luchse anrichten, die aus den Bergen herab kämen. Der Schnee war hoch und die Kälte schneidend, und ich eilte nach Pegau […] Aber das Quartier war so traurig als ich es kaum auf der ganzen Reise angetroffen hatte.“

1843 bis 1844 wurde die Badlwandgalerie gebaut, in deren Gewölben die Südbahn und darüber die Reichsstraße geführt wurde.
Im Jahre 1893 wurde das erste Schotterwerk (heute W&P) eröffnet. Ab 1894 erfolgte eine intensive Erforschung der Lurgrotte.
Nach dem Ersten Weltkrieg erfolgte im Rahmen der Österreichischen Höhlendüngeraktion ein intensiver Phosphatabbau in der Badlhöhle und den Peggauer-Wandhöhlen. Insgesamt konnten 86 Eisenbahnwaggons gefördert werden.
Von 17. August 1944 bis 2. April 1945 wurde auf einem enteigneten Grundstück des Stifts Vorau bei Hinterberg eine Außenstelle des KZ Mauthausen eingerichtet. Am Fuße der Peggauer Wand wurde eine Stollenanlage zur unterirdischen Verlagerung von Teilen der Flugzeugteile- und Panzerherstellung des Werks Thondorf der Steyr-Daimler-Puch AG in Betrieb genommen. 1955 wurde ein Mahnmal errichtet und am 24. März 2006 eine Gedenkstätte eingeweiht.(47° 11′ 53,7″ N, 15° 21′ 34,4″ O)
Am 15. Juli 1975 verursachte ein verheerendes Hochwasser große Schäden im Gemeindegebiet. Bei diesem Hochwasser wurden auch die Steiganlagen in der Lurgrotte zerstört. Der Führungsbetrieb durch die Höhle nach Semriach musste eingestellt werden.

### Bevölkerungsentwicklung

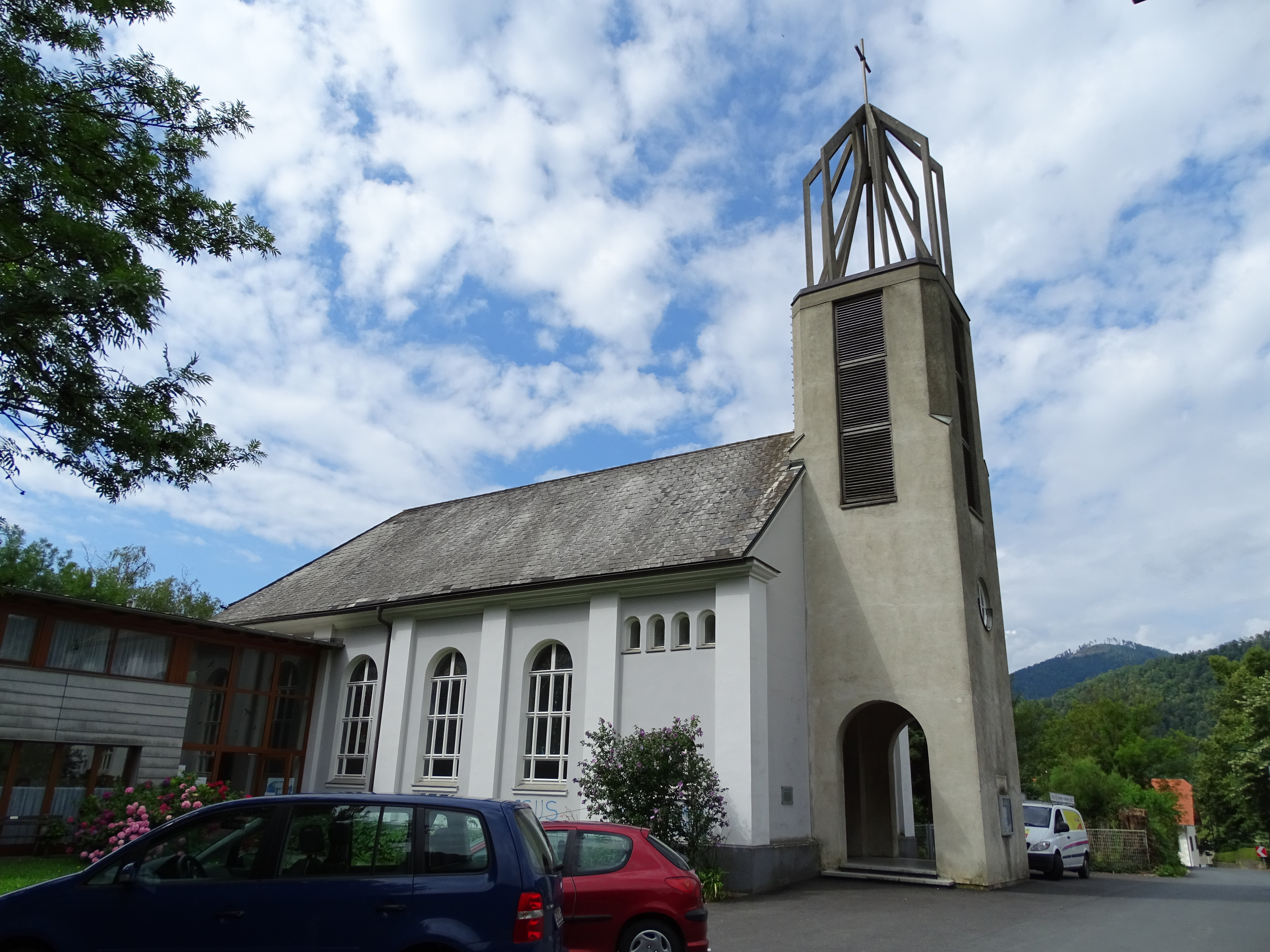
Evangelische Friedenskirche

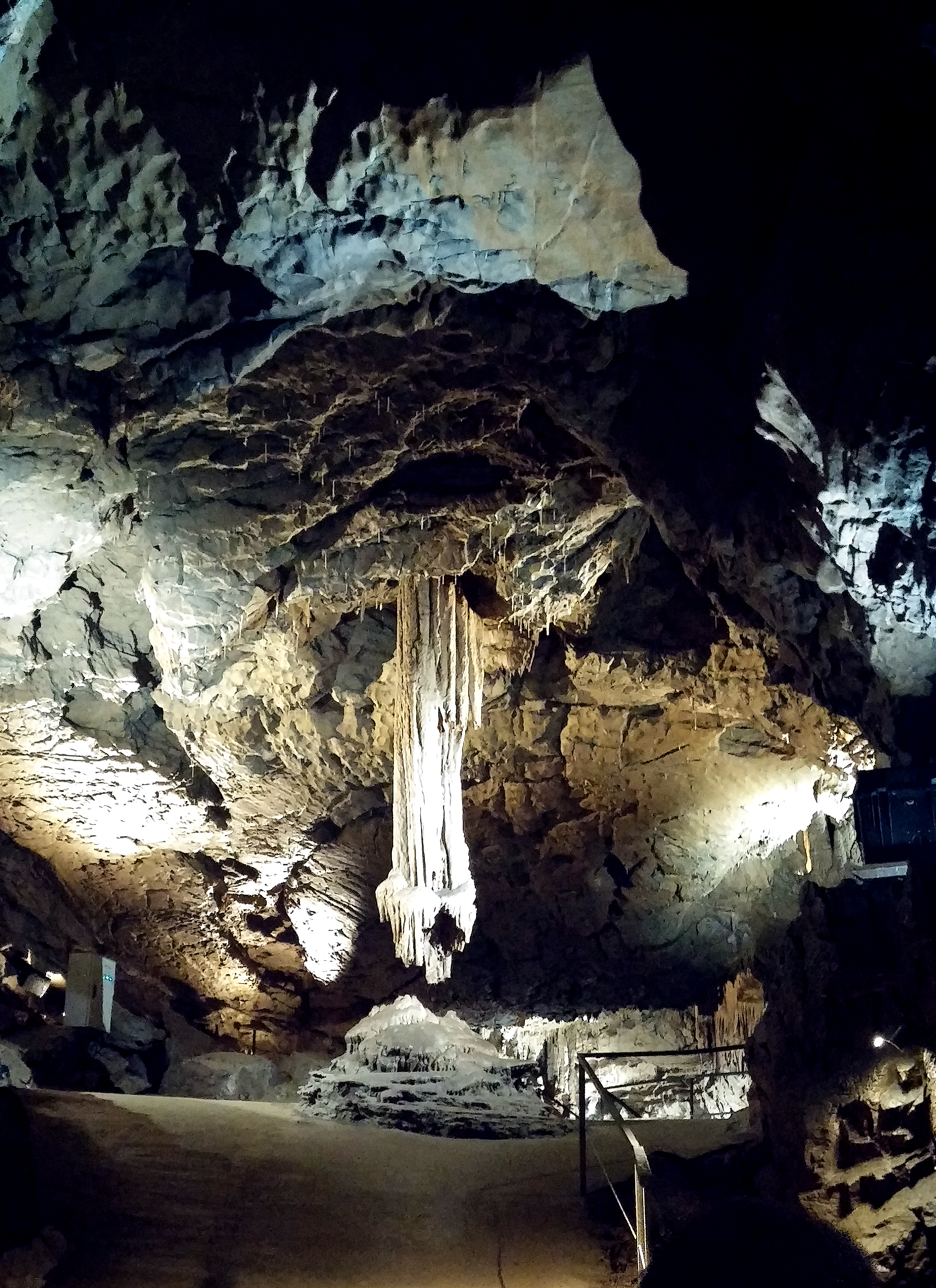
Lurgrotte, Stalaktit „Prinz“

| Peggau: Einwohnerzahlen von 1869 bis 2024           | Peggau: Einwohnerzahlen von 1869 bis 2024 | Peggau: Einwohnerzahlen von 1869 bis 2024 | Peggau: Einwohnerzahlen von 1869 bis 2024 | Peggau: Einwohnerzahlen von 1869 bis 2024 |
| --------------------------------------------------- | ----------------------------------------- | ----------------------------------------- | ----------------------------------------- | ----------------------------------------- |
| Jahr                                                |                                           |                                           |                                           | Einwohner                                 |
| 1869                                                | 1869                                      |                                           | 669                                       | 669                                       |
| 1880                                                | 1880                                      |                                           | 753                                       | 753                                       |
| 1890                                                | 1890                                      |                                           | 809                                       | 809                                       |
| 1900                                                | 1900                                      |                                           | 806                                       | 806                                       |
| 1910                                                | 1910                                      |                                           | 1.026                                     | 1.026                                     |
| 1923                                                | 1923                                      |                                           | 1.183                                     | 1.183                                     |
| 1934                                                | 1934                                      |                                           | 1.163                                     | 1.163                                     |
| 1939                                                | 1939                                      |                                           | 1.119                                     | 1.119                                     |
| 1951                                                | 1951                                      |                                           | 1.536                                     | 1.536                                     |
| 1961                                                | 1961                                      |                                           | 1.713                                     | 1.713                                     |
| 1971                                                | 1971                                      |                                           | 1.918                                     | 1.918                                     |
| 1981                                                | 1981                                      |                                           | 1.966                                     | 1.966                                     |
| 1991                                                | 1991                                      |                                           | 2.063                                     | 2.063                                     |
| 2001                                                | 2001                                      |                                           | 2.171                                     | 2.171                                     |
| 2011                                                | 2011                                      |                                           | 2.128                                     | 2.128                                     |
| 2021                                                | 2021                                      |                                           | 2.368                                     | 2.368                                     |
| 2024                                                | 2024                                      |                                           | 2.413                                     | 2.413                                     |
| Quelle(n): Statistik Austria, Gebietsstand 1.1.2021 |                                           |                                           |                                           |                                           |

## Kultur und Sehenswürdigkeiten

### Kirchen
- Das Altarbild der katholischen Kirche von Peggau wurde von Johann Cyriak Hackhofer um 1700 gemalt und ist bis heute erhalten.
- Die evangelische Friedenskirche wurde 1906 durch Otto Bartning erbaut.

### Bauwerke
- Die Badlwandgalerie war Teil der Streckenführung der Südbahn im Bereich der Badlwand. Nach Verlegung der Trasse ist sie im Verfall begriffen.
- Burg Peggau

### Naturdenkmäler
- Das bekannteste Ziel in Peggau ist die Lurgrotte. Auf dem gut gesicherten Weg werden ein- und zweistündige, aber auch Abenteuerführungen angeboten.
- Die Repolusthöhle befindet sich nördlich von Peggau im Badlgraben. Hier finden sich die bislang ältesten Spuren menschlicher Existenz in Österreich (circa 300.000 Jahre).
- Die Badlhöhle befindet sich ebenfalls im Badlgraben.
- Der Mitterbach-Wasserfall unterhalb der Burgruine.

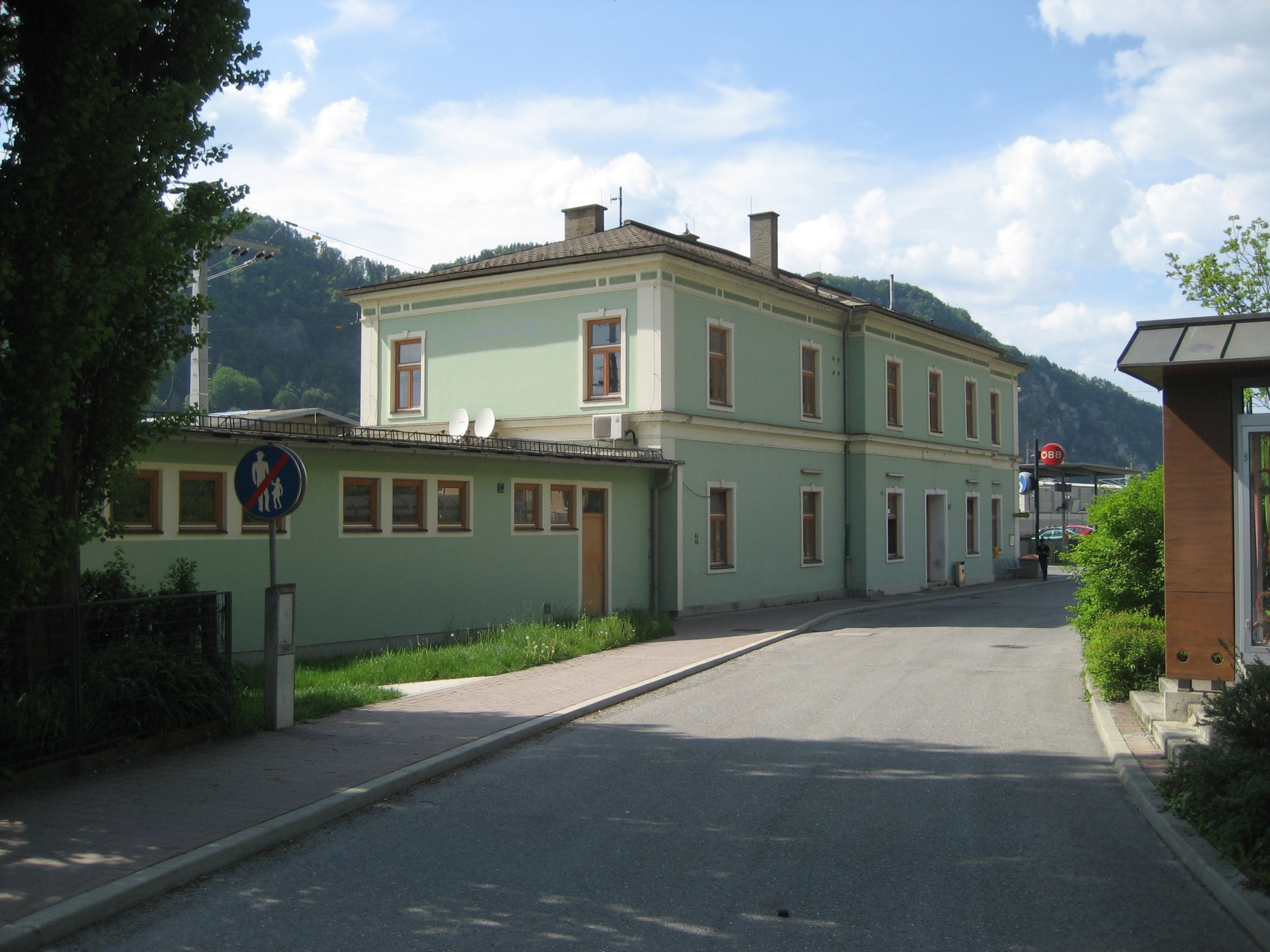
Der Bahnhof Peggau-Deutschfeistritz ist Ausgangspunkt der Übelbacherbahn.

## Wirtschaft und Infrastruktur

### Verkehr
Peggau ist verkehrstechnisch sehr gut angeschlossen. Durch das Gemeindegebiet verläuft die Brucker Schnellstraße S 35, die über zwei Anschlussstellen erreicht werden kann. Dadurch gelangt man in etwa zwei Kilometern zur Pyhrn Autobahn A 9 über den Knoten Deutschfeistritz (165) und zur Grazer Straße B 67.
In Peggau befindet sich der Bahnhof Peggau-Deutschfeistritz an der Südbahn. Vom Bahnhof gibt es stündliche Schnellbahnverbindungen S1 nach Graz und Bruck an der Mur. Außerdem zweigt von der Hauptstrecke die Lokalbahn Peggau–Übelbach der Steiermärkischen Landesbahnen als S11 ab, sie verkehrt stündlich nach Übelbach.
Der Flughafen Graz ist rund 30 Kilometer entfernt.

### Ansässige Unternehmen
Weithin sichtbar sind die Anlagen zur Steinverarbeitung u. a. zu Fertigputz der Firma Wietersdorfer&Peggauer („w&p“), welche aus den Firmen Kern und MM hervorgegangen ist. Ihr Steinbruch nimmt eine bedeutende Fläche nördlich des Eingangs zur Lurgrotte ein. Weiters befindet sich das Kraftwerk Peggau-Deutschfeistritz im Gemeindegebiet.

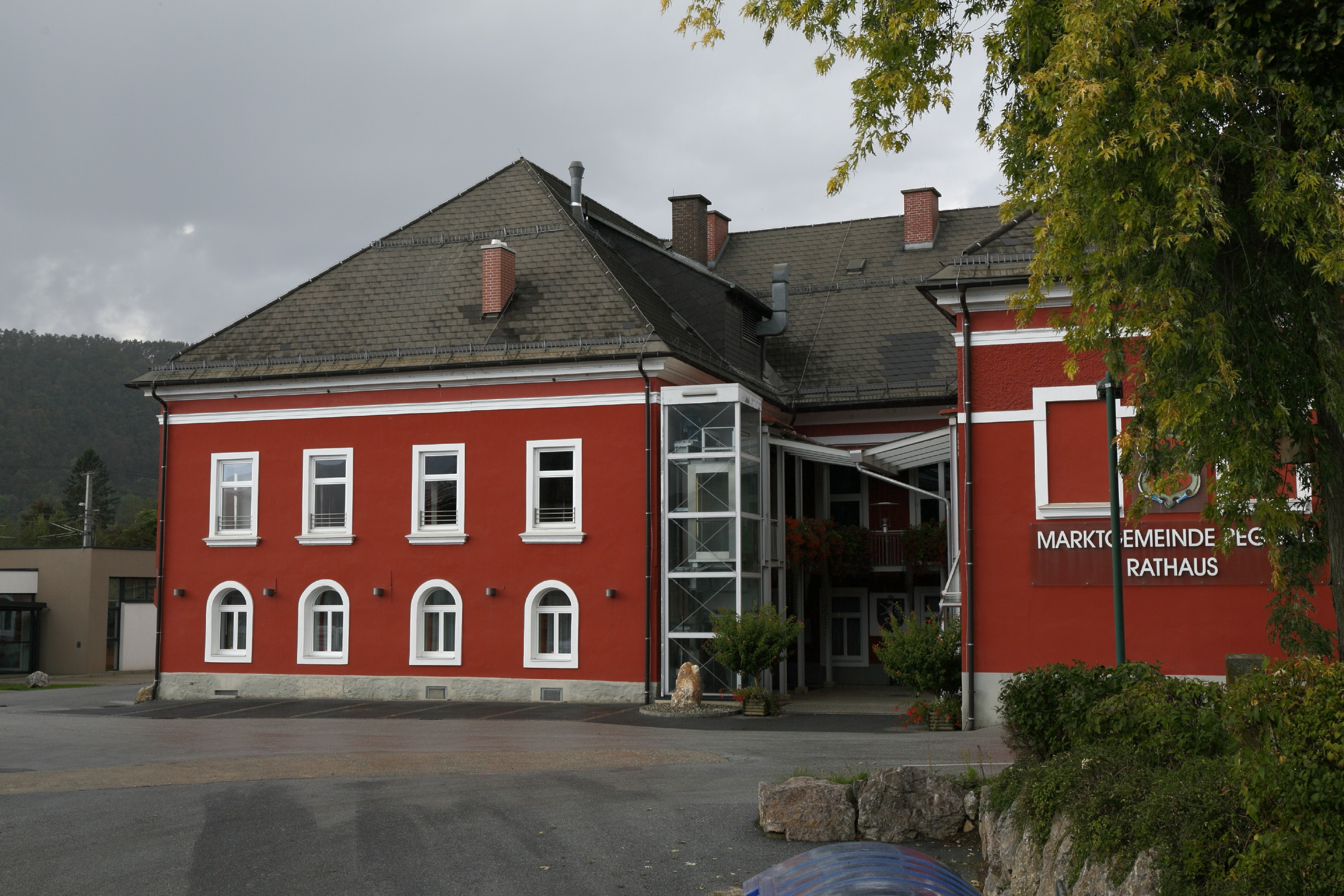
Das Rathaus (ehemaliges Gasthaus Hochhuber) von Peggau steht unter Denkmalschutz.

## Politik

### Bürgermeister
Bürgermeister der Gemeinde ist Christoph Pirstinger (Heimatliste Peggau).
Dem Gemeindevorstand gehören weiters Vizebürgermeister Franz Mandl (Heimatliste Peggau) und Gemeindekassier Stefan Ortner (Heimatliste Peggau) an.

### Gemeinderat
Der Gemeinderat besteht aus 15 Mitgliedern und setzt sich nach den Ergebnissen der Gemeinderatswahl 2025 aus Mandaten der folgenden Parteien zusammen:
- 10 Heimatliste Peggau
- 2 SPÖ
- 1 ÖVP
- 1 Grüne
- 1 FPÖ

Die letzten Gemeinderatswahlen brachten die folgenden Ergebnisse:
| Partei             | 2025             | 2025             | 2025             | 2020             | 2020             | 2020             | 2015             | 2015             | 2015             | 2010             | 2010             | 2010             | 2005             | 2005             | 2005             | 2000             | 2000             | 2000             |
| Partei             | Stimmen          | %                | Mandate          | Stimmen          | %                | Mandate          | Stimmen          | %                | Mandate          | St.              | %                | M.               | St.              | %                | M.               | St.              | %                | M.               |
| ------------------ | ---------------- | ---------------- | ---------------- | ---------------- | ---------------- | ---------------- | ---------------- | ---------------- | ---------------- | ---------------- | ---------------- | ---------------- | ---------------- | ---------------- | ---------------- | ---------------- | ---------------- | ---------------- |
| Heimatliste Peggau | 701              | 61               | 10               | 648              | 64               | 10               | 609              | 52               | 8                | 699              | 57               | 9                | 804              | 63               | 10               | 822              | 64               | 11               |
| SPÖ                | 162              | 14               | 2                | 180              | 17               | 3                | 240              | 20               | 3                | 233              | 19               | 3                | 265              | 21               | 03               | 201              | 16               | 02               |
| ÖVP                | 119              | 10               | 1                | 151              | 15               | 2                | 144              | 12               | 2                | 158              | 13               | 2                | 202              | 16               | 02               | 130              | 10               | 01               |
| FPÖ                | 98               | 9                | 1                | 38               | 4                | 0                | 180              | 15               | 2                | 109              | 09               | 1                | nicht kandidiert | nicht kandidiert | nicht kandidiert | 125              | 10               | 01               |
| KPÖ                | nicht kandidiert | nicht kandidiert | nicht kandidiert | nicht kandidiert | nicht kandidiert | nicht kandidiert | nicht kandidiert | nicht kandidiert | nicht kandidiert | 025              | 02               | 0                | nicht kandidiert | nicht kandidiert | nicht kandidiert | nicht kandidiert | nicht kandidiert | nicht kandidiert |
| GRÜNE              | 65               | 6                | 1                | nicht kandidiert | nicht kandidiert | nicht kandidiert | nicht kandidiert | nicht kandidiert | nicht kandidiert | nicht kandidiert | nicht kandidiert | nicht kandidiert | nicht kandidiert | nicht kandidiert | nicht kandidiert | nicht kandidiert | nicht kandidiert | nicht kandidiert |
| Wahlbeteiligung    | 58 %             | 58 %             | 58 %             | 53 %             | 53 %             | 53 %             | 66 %             | 66 %             | 66 %             | 73 %             | 73 %             | 73 %             | 77 %             | 77 %             | 77 %             | 81 %             | 81 %             | 81 %             |

### Wappen
| Wappen der Marktgemeinde Peggau | Blasonierung: „In einem rothen Schilde eine pfahlweise gestellte, nach rechts gekehrte, schwarz beflügelte Adlerklaue. Den Schild umgibt eine architektonisch gehaltene silberne, an ihren Rändern golden und blau verzierte Einfassung.“ |
| Wappen der Marktgemeinde Peggau | |

## Persönlichkeiten

### Söhne und Töchter von Peggau
- Johann Georg Fellinger (1781–1816), Offizier und Schriftsteller
- Georg Gimpl (1887–1947), Pfarrer, Politiker der Christlichsozialen Partei, Mitglied der Konstituierenden Nationalversammlung 1919–1920, Abgeordneter zum Nationalrat 1920–1927
- Karl Kriso (1887–1972), Hochschullehrer
- Hans H. Walser (1920–2022), Medizinhistoriker

### Mit Peggau verbundene Persönlichkeiten
- Ignaz Czernits (1814–1896), Schauspieler und Theaterdirektor
- Anton Lanner (1882–1924), Politiker, Abgeordneter zum Nationalrat 1920–1923, Mitglied des Bundesrates 1923–1924
- Walter Rentmeister (1894–1964), Politiker der NSDAP, Abgeordneter zum Landtag von Niederösterreich 1932–1933
- Barbara Taufar (* 1943), Diplomatin und Schriftstellerin, berichtet in ihrer Autobiographie „Die Rose von Jericho“ über ihre Kindheit in Peggau